# Tritozyga tyrestaensis
Tritozyga tyrestaensis är en tvåvingeart som beskrevs av Jaschhof 2002. Tritozyga tyrestaensis ingår i släktet Tritozyga och familjen gallmyggor.
Artens utbredningsområde är Sverige. Arten är reproducerande i Sverige. Inga underarter finns listade i Catalogue of Life.